# Sadri
Sadri è una suddivisione dell'India, classificata come municipality, di 24.403 abitanti, situata nel distretto di Pali, nello stato federato del Rajasthan. In base al numero di abitanti la città rientra nella classe III (da 20.000 a 49.999 persone).

## Geografia fisica
La città è situata a 25° 0' 0 N e 74° 4' 0 E e ha un'altitudine di 501 m s.l.m..

## Società

### Evoluzione demografica
Al censimento del 2001 la popolazione di Sadri assommava a 24.403 persone, delle quali 12.173 maschi e 12.230 femmine. I bambini di età inferiore o uguale ai sei anni assommavano a 4.386, dei quali 2.295 maschi e 2.091 femmine. Infine, coloro che erano in grado di saper almeno leggere e scrivere erano 10.977, dei quali 7.120 maschi e 3.857 femmine.